# متطلبات الحصول على تأشيرة لرعايا الولايات المتحدة
متطلبات الحصول على تأشيرة لمواطني الولايات المتحدة الأمريكية المحليين أو المواطنين بالأقاليم والمناطق الجزرية غير المنظمة إلى ولايات،
وهم الحاملين لجواز سفر الولايات المتحدة.
اعتبارًا من 13 أبريل 2021 ، يمكن لحاملي جواز سفر الولايات المتحدة السفر إلى 187 دولة وإقليم بدون تأشيرة سفر ، أو بتأشيرة عند الوصول. يصنف جواز سفر الولايات المتحدة حاليًا [الملاحظة 1] في المرتبة السابعة من حيث حرية السفر (مرتبطة بجوازات سفر بلجيكا ونيوزيلندا وسويسرا والمملكة المتحدة) وفقًا لمؤشر Henley Passport.

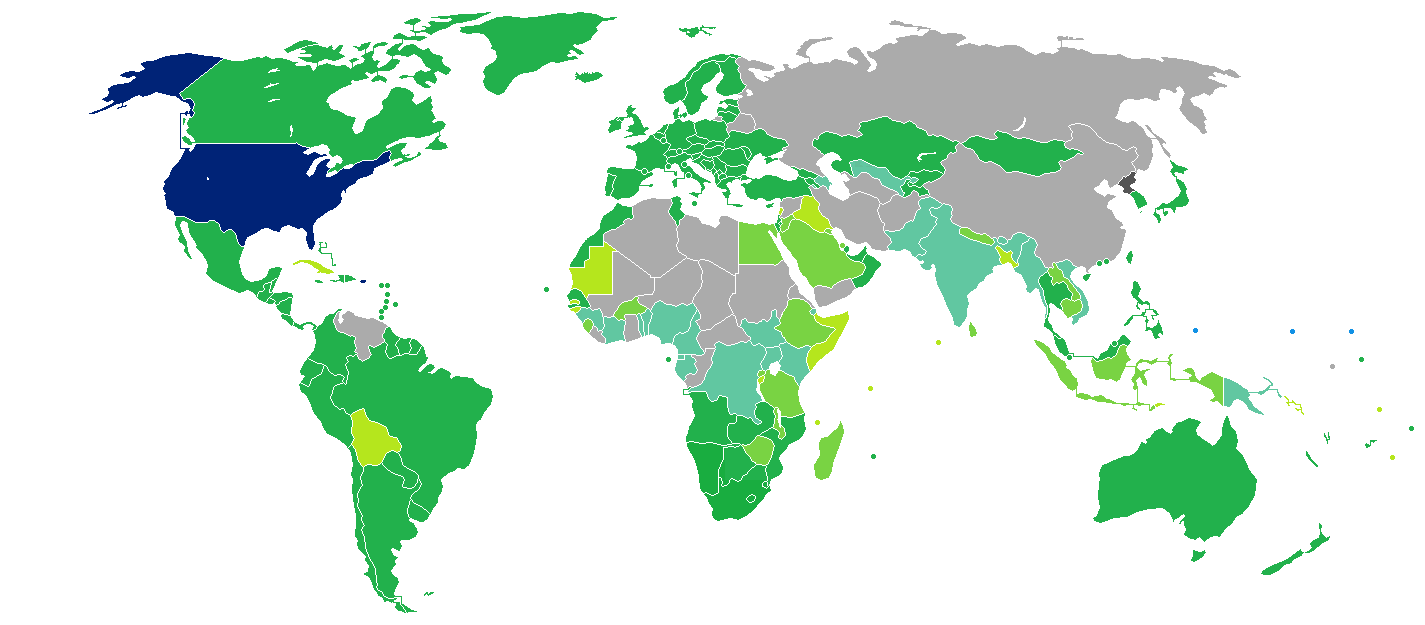
الدول والأقاليم التي تمنح تأشيرات لحاملي جوازات سفر الولايات المتحدة الأمريكية:
الولايات المتحدة والأقاليم الجزرية
تأشيرة مجانية / بدون تأشيرة
تأشيرة عند الوصول / بدون تأشيرة دخول مع دفع رسوم
تأشيرة مطلوبة قبل السفر

## أفريقيا
| البلدان والأقاليم           | شروط الحصول                                                                 |
| --------------------------- | --------------------------------------------------------------------------- |
| الجزائر                     | Must apply for a visa in advance                                            |
| أنغولا                      | Must apply for a visa in advance[بحاجة لمصدر]                               |
| بنين                        | Must apply for a visa in advance[بحاجة لمصدر]                               |
| بوتسوانا                    | 90 يوماً                                                                     |
| بوركينا فاسو                | Must apply for a visa in advance[بحاجة لمصدر]                               |
| بوروندي                     | Must apply for a visa in advance[بحاجة لمصدر]                               |
| الكاميرون                   | Must apply for a visa in advance[بحاجة لمصدر]                               |
| الرأس الأخضر                | Must apply for a visa in advance[بحاجة لمصدر]                               |
| جمهورية أفريقيا الوسطى      | Must apply for a visa in advance                                            |
| تشاد                        | Must apply for a visa in advance[بحاجة لمصدر]                               |
| جزر القمر                   | visa issued upon arrival for €60                                            |
| ساحل العاج                  | Must apply for a visa in advance[بحاجة لمصدر]                               |
| جمهورية الكونغو الديمقراطية | Must apply for a visa in advance                                            |
| جيبوتي                      | 1 month visa issued upon arrival for DJF 10,000                             |
| مصر                         | 30 يوماً visa issued upon arrival for US$15                                  |
| غينيا الاستوائية            | 90 يوماً                                                                     |
| إريتريا                     | Must apply for a visa in advance[بحاجة لمصدر]                               |
| إثيوبيا                     | 3 month visa issued upon arrival for US$20                                  |
| الغابون                     | Must apply for a visa in advance[بحاجة لمصدر]                               |
| غامبيا                      | Must apply for a visa in advance[بحاجة لمصدر]                               |
| غانا                        | Must apply for a visa in advance[بحاجة لمصدر]                               |
| غينيا                       | Must apply for a visa in advance[بحاجة لمصدر]                               |
| غينيا بيساو                 | Must apply for a visa in advance[بحاجة لمصدر]                               |
| كينيا                       | 90 يوماً visa issued upon arrival for US$50 [بحاجة لمصدر]                    |
| ليسوتو                      | 14 يوماً                                                                     |
| ليبيريا                     | Must apply for a visa in advance                                            |
| ليبيا                       | Must apply for a visa in advance                                            |
| مدغشقر                      | 90 يوماً visa issued upon arrival                                            |
| مالاوي                      | 90 يوماً                                                                     |
| مالي                        | Must apply for a visa in advance                                            |
| موريتانيا                   | Must apply for a visa in advance                                            |
| موريشيوس                    | 180 يوماً per year (tourist), 90 يوماً per year (business)                    |
| مايوت                       | 90 يوماً                                                                     |
| المغرب                      | 90 يوماً                                                                     |
| موزمبيق                     | 30 day visa issued upon arrival for US$82                                   |
| ناميبيا                     | 90 يوماً                                                                     |
| النيجر                      | Must apply for a visa in advance                                            |
| نيجيريا                     | Must apply for a visa in advance                                            |
| جمهورية الكونغو             | Must apply for a visa in advance                                            |
| ريونيون                     | 90 يوماً                                                                     |
| رواندا                      | 90 يوماً                                                                     |
| سانت هيلينا                 | 90 يوماً                                                                     |
| ساو تومي وبرينسيب           | Must apply for a visa in advance                                            |
| السنغال                     | Must apply for a visa in advance                                            |
| سيشل                        | 30 يوماً                                                                     |
| سيراليون                    | Must apply for a visa in advance                                            |
| الصومال                     | Must apply for a visa in advance                                            |
| جنوب أفريقيا                | 90 يوماً                                                                     |
| جنوب السوان                 | Must apply for visa in advance[بحاجة لمصدر]                                 |
| السودان                     | Must apply for visa in advance[بحاجة لمصدر]                                 |
| سوازيلاند                   | 30 يوماً                                                                     |
| تنزانيا                     | Visa issued upon arrival for US$100 (1 year, multiple entry)                |
| توغو                        | 30 يوماً visa issued upon arrival for XOF10,000 ~ XOF35,000                  |
| تونس                        | 120 يوماً                                                                    |
| أوغندا                      | 3 month visa issued upon arrival for US$50                                  |
| زامبيا                      | Visa issued upon arrival for US$50 (single entry) or US$85 (multiple entry) |
| زيمبابوي                    | 90 يوماً visa issued upon arrival for US$30–$55                              |

## آسيا
| البلدان والأقاليم                 | شروط الحصول |
| --------------------------------- | --- |
| أرمينيا                           | 21 or 120 day visas issued upon arrival for AMD 3,000/15,000 |
| أذربيجان                          | Must apply for a visa in advance, but can be issued upon arrival if bearer has an official invitation letter issued by أذربيجان visa must be applied for at the Embassy of أذربيجان in واشنطن العاصمة             |
| أفغانستان                         | Must apply for a visa in advance |
| البحرين                           | 14 day visa issued upon arrival for BHD5 |
| بنغلاديش                          | 90 day visa issued upon arrival for $50 |
| بوتان                             | Must apply for a visa in advance |
| قالب:بيانات بلد بروناي Darussalam | 90 يوماً |
| بورما                             | Business ($50, 70-day) and transit ($20, 24-hour) visas issued on arrival Tourists must apply for a visa in advance                                                                                               |
| كمبوديا                           | 30 day visa issued upon arrival for US$20 or by e-visa in advance for US$25 (tourist), US$25 (business) |
| الصين                             | Must apply for a visa in advance 72-hour visa-free transit permitted through Beijing Capital Airport; 48-hour transit permitted through Shanghai Pudong and Shanghai Hongqiao Airports                            |
| هونغ كونغ                         | 90 يوماً |
| الهند                             | Must apply for a visa in advance |
| إندونيسيا                         | 30-day visa issued upon arrival for US$25 |
| إيران                             | Must apply for a visa in advance for all mainland travel but may stay on كيش (جزيرة) without a visa for 14 يوماً                                                                                                   |
| العراق                            | 15-day visa issued upon arrival free of charge in كردستان العراق. Visa is required for travel to other areas. |
| إسرائيل                           | 90 يوماً |
| اليابان                           | 90 يوماً (VWP) |
| الأردن                            | one-month visa issued upon arrival for JOD20 |
| كازاخستان                         | Must apply for a visa in advance |
| الكويت                            | 90 day visa issued upon arrival for KWD3 |
| قرغيزستان                         | 60 يوماً |
| لاوس                              | 30 day visa issued upon arrival for US$30 |
| لبنان                             | 30 يوماً visa issued upon arrival (free of charge). 3 months visa can be issued for $17 upon arrival. |
| ماكاو                             | 30 يوماً |
| ماليزيا                           | 90 يوماً |
| المالديف                          | تأشيرة عند الوصول (30 يوماً) |
| منغوليا                           | 90 يوماً |
| نيبال                             | 30 يوماً visa issued upon arrival for US$40 |
| كوريا الشمالية                    | Must apply for a visa in advance and with a special travel agency. |
| جمهورية مرتفعات قرة باغ           | Must apply for a visa in advance |
| سلطنة عمان                        | 30 day visa issued upon arrival for OMR 20 |
| باكستان                           | Must apply for a visa in advance |
| الفلبين                           | 21 يوماً |
| قطر                               | 1 month visa issued upon arrival for QAR100 |
| السعودية                          | Must apply for a visa in advance |
| سنغافورة                          | 90 يوماً |
| كوريا الجنوبية                    | 90 يوماً |
| أوسيتيا الجنوبية                  | Free for Russian visa holders and entering from Russian Federation. Otherwise, RSO MIA should be informed in advance.                                                                                             |
| سريلانكا                          | 30 day visa must be applied for online for US$20 |
| سوريا                             | Must apply for a visa in advance |
| تايوان                            | 90 يوماً |
| تايلاند                           | 30 يوماً by air/15 by land |
| طاجيكستان                         | 30 day تأشيرة عند الوصول at Dushanbe Airport only |
| تيمور الشرقية                     | 30 day visa issued upon arrival for US$30 |
| تركمنستان                         | must apply for a visa in advance |
| أوزبكستان                         | Must apply for a visa in advance |
| فيتنام                            | Must apply for a visa in advance at a local Vietnamese embassy or apply online for a pre-arranged تأشيرة عند الوصول (the visa stamp can only be collected at an international airport upon arrival) [بحاجة لمصدر] |
| الإمارات العربية المتحدة          | 30 يوماً |
| اليمن                             | Must apply for a visa in advance |

## دول البحر الكاريبي
| البلدان والأقاليم                                      | شروط الحصول |
| ------------------------------------------------------ | --- |
| أنغويلا                                                | 90 يوماً |
| أنتيغوا وباربودا                                       | 30 يوماً |
| أروبا                                                  | 90 يوماً |
| باهاماس                                                | 240 يوماً |
| باربادوس                                               | 180 يوماً |
| جزر العذراء البريطانية                                 | 30 يوماً |
| Caribbean Netherlands (بونير، سينت أوستاتيوس and سابا) | 90 يوماً |
| جزر كايمان                                             | 30 يوماً |
| كوبا                                                   | 30 يوماً with a tourist card from the airline or travel agent; however, there is a الولايات المتحدة embargo against كوبا |
| كوراساو                                                | 90 يوماً |
| دومينيكا                                               | 180 يوماً |
| جمهورية الدومينيكان                                    | 30 day tourist card issued upon arrival for US$10                                                                       |
| غوادلوب                                                | 90 يوماً |
| غرينادا                                                | 90 يوماً |
| هايتي                                                  | 90 يوماً |
| جامايكا                                                | 30 يوماً |
| مارتينيك                                               | 90 يوماً |
| مونتسرات                                               | 90 يوماً |
| سان بارتيلمي                                           | 90 يوماً |
| سانت كيتس ونيفيس                                       | 3 months |
| سانت لوسيا                                             | 6 weeks |
| تجمع سان مارتين                                        | 90 يوماً |
| سانت فينسنت والغرينادين                                | 30 يوماً |
| سينت مارتن                                             | 90 يوماً |
| ترينيداد وتوباغو                                       | 90 يوماً |
| جزر توركس وكايكوس                                      | 30 يوماً |

## أمريكا الوسطى
| البلدان والأقاليم | شروط الحصول                                                                                                |
| ----------------- | --- |
| بليز              | 30 يوماً |
| كوستاريكا         | 90 يوماً |
| السلفادور         | 90 يوماً tourist card issued on arrival for $10 (Unless entering from another country in the تأشيرة Zone)   |
| غواتيمالا         | 90 يوماً |
| هندوراس           | 90 يوماً |
| نيكاراغوا         | 90 يوماً tourist card issued upon arrival for $10 (Unless entering from another country in the تأشيرة Zone) |
| بنما              | 180 يوماً; Visa or tourist card (issued upon arrival in Panama for $30) required                            |

## أوروبا
| البلدان والأقاليم                                       | شروط الحصول |
| ------------------------------------------------------- | --- |
| منطقة الشنغن                                            | 90 يوماً in a 180 day period in the Schengen Area as a whole Moving between منطقة شنغن countries does not 'reset' the clock as the 90 يوماً applies to the total time spent in the zone as a whole. There is, however, one exception: on top of the Schengen visa exemption of 90 يوماً in a 180 day period, U.S. citizens can stay for an extra 90 يوماً without a visa in الدنمارك (as long as they have not previously visited الدنمارك، فنلندا، آيسلندا، النرويج and/or السويد during the 90 يوماً' Schengen visa-exempt period). |
| الاتحاد الأوروبي                                        | mostly part of Schengen area (see below for others) |
| آيسلندا                                                 | part of Schengen area |
| موناكو                                                  | part of Schengen area (border treaty with France) |
| النرويج                                                 | part of Schengen area |
| سان مارينو                                              | part of Schengen area (border treaty with Italy) |
| سويسرا                                                  | part of Schengen area |
| الفاتيكان                                               | part of Schengen area (border treaty with Italy) |
| Other الاتحاد الأوروبي and المنطقة الاقتصادية الأوروبية | |
| بلغاريا                                                 | 90 يوماً in a 180-day period |
| كرواتيا                                                 | 90 يوماً in a 180-day period |
| قبرص                                                    | 90 يوماً |
| جبل طارق                                                | 6 months |
| أيرلندا                                                 | 90 يوماً |
| رومانيا                                                 | 90 يوماً in a 180-day period |
| المملكة المتحدة                                         | 6 months (or 3 months if arriving directly from Ireland) |
| خارج الاتحاد الأوروبي                                   | |
| ألبانيا                                                 | 90 يوماً |
| أندورا                                                  | no visa requirement |
| روسيا البيضاء                                           | must apply for a visa in advance; |
| البوسنة والهرسك                                         | 90 يوماً |
| جزر فارو                                                | 90 يوماً (same as Schengen) |
| غيرنزي                                                  | 6 months (same as UK) |
| جزيرة مان                                               | 6 months (same as UK) |
| جيرزي                                                   | 6 months (same as UK) |
| كوسوفو                                                  | 90 يوماً |
| مقدونيا                                                 | 90 يوماً |
| مولدوفا                                                 | 90 يوماً |
| الجبل الأسود                                            | 90 يوماً |
| قبرص الشمالية                                           | 90 يوماً |
| الاتحاد الروسي                                          | must apply for a visa in advance 24-hour visa-free transit only permitted in certain airports |
| صربيا                                                   | 90 يوماً |
| ترانسنيستريا                                            | Visa-free for citizens of all countries but you must register in the Ministry of Internal Affairs in 24 hours after arriving |
| جورجيا                                                  | 360 يوماً |
| تركيا                                                   | 90 يوماً visa issued upon arrival for US$20, €15 |
| أوكرانيا                                                | 90 يوماً |

## أمريكا الشمالية
| البلدان والأقاليم | شروط الحصول |
| ----------------- | ----------- |
| برمودا            | 180 يوماً    |
| كندا              | 90 يوماً     |
| غرينلاند          | 90 يوماً     |
| المكسيك           | 180 يوماً    |
| سان بيير وميكلون  | 90 يوماً     |

## الأوقيانوسية
| البلدان والأقاليم         | شروط الحصول                                                             |
| ------------------------- | ----------------------------------------------------------------------- |
| أستراليا                  | Pre-arrival electronic التأشيرة مطلوبة                                  |
| جزر كوك                   | 31 يوماً                                                                 |
| فيجي                      | 120 يوماً                                                                |
| كيريباتي                  | 28 يوماً                                                                 |
| جزر مارشال                | Unlimited access (Compact of Free Association)                          |
| ولايات ميكرونيسيا المتحدة | Unlimited access (Compact of Free Association)                          |
| ناورو                     | must apply for a visa in advance                                        |
| كاليدونيا الجديدة         | 90 يوماً                                                                 |
| نيوزيلندا                 | 90 يوماً                                                                 |
| نييوي                     | 30 يوماً                                                                 |
| جزيرة نورفولك             | See أستراليا (أسترالياn External Territory)                             |
| بالاو                     | Unlimited access (Compact of Free Association)                          |
| بابوا غينيا الجديدة       | 60 day visa issued upon arrival for PGK100 (tourist), PGK500 (business) |
| جزر بيتكيرن               | 14 يوماً                                                                 |
| بولينزيا الفرنسية         | 90 يوماً                                                                 |
| ساموا                     | 60 يوماً                                                                 |
| جزر سليمان                | 90 يوماً                                                                 |
| توكيلاو                   | Free visitors permit must be obtained in أبيا، ساموا                    |
| تونغا                     | 31 يوماً visa issued upon arrival (free of charge)                       |
| توفالو                    | 30 يوماً                                                                 |
| فانواتو                   | 30 يوماً                                                                 |
| واليس وفوتونا             | 90 يوماً                                                                 |

## أمريكا الجنوبية
| البلدان والأقاليم | شروط الحصول |
| ----------------- | --- |
| الأرجنتين         | As of January 2013 a US$160 reciprocity fee must be acquired online via credit card prior to entry. A copy of the visa must be printed out and given to the customs agents when you arrive. The visa is valid for 10 years. This is the site: https://virtual.provinciapagos.com.ar/ArgentineTaxes/Registro.aspx. |
| بوليفيا           | 90 day visa good for five years issued on arrival for US$135 |
| البرازيل          | Visa must be obtained for US$160 prior to travel |
| تشيلي             | 90 يوماً entry visa-free if arrival by land, sea or from جزيرة القيامة, or upon payment of US$160 reciprocity fee at مطار أرتورو ميرينو بينيتيز الدولي if arriving from an international flight. Permit is valid for the life of the passport.                                                                     |
| كولومبيا          | 90 يوماً |
| الإكوادور         | 90 يوماً |
| جزر فوكلاند       | 28 يوماً |
| غويانا الفرنسية   | 90 يوماً |
| غيانا             | 90 يوماً |
| الباراغواي        | 90 day visa issued upon arrival at مطار سيلفيو بيتيروسي الدولي for US$160; must apply for visa in advance for other ports of entry |
| البيرو            | up to 183 يوماً for tourism only (90 يوماً is commonly given) - business travelers must obtain visa prior to travel |
| سورينام           | Single-entry tourist card (US$25) or multiple-entry visa (US$100) must be obtained prior to travel |
| الأوروغواي        | 90 يوماً |
| فنزويلا           | 90 يوماً |